# Little River (Snowy River, New South Wales)
Der Little River ist ein Fluss im Südosten des australischen Bundesstaates New South Wales.

## Verlauf
Er entspringt unterhalb der Siedlung Marembego Ridge in der Byadbo Wilderness Area, einem bundesstaatlichen Naturschutzgebiet an der Grenze zu Victoria. Der Fluss entsteht am Zusammenfluss der Quellbäche O’Hares Creek und Stockyard Flat Creek an den Hängen des Byadbo Mountain. Von dort fließt er in Mäandern durch unbesiedeltes Gebiet nach Osten und mündet schließlich in den Snowy River.